# 宮松金次郎
宮松 金次郎（みやまつ きんじろう、1912年6月30日 - 1970年6月8日）は、日本の編集者、写真家。日本における鉄道趣味の先駆者の一人である。ペンネームは鈴木。
国分商店に勤務。武田弥一郎発行の日本最初の鉄道趣味雑誌『鉄道』の編集を1930年より手伝っていた。その後、1933年に創刊された、日本で初めてグラフックを中心とした鉄道雑誌『鉄道趣味』の編集長となり、休刊となる1937年まで務めた。戦前の多くの鉄道車両（特に電車車両）を中心に撮影をおこなう。
戦後は鉄道友の会の理事に就任する一方で「鉄道趣味」の復刊をめざしたが、勤務多忙で果たせぬままに終わっている。
宮松の死後、写真は「宮松コレクション」として次男・宮松丈夫により保管され、同時に「鉄道趣味社」主幹を父から引き継ぎ著述・寄稿を行っていた。
2011年に丈夫が急逝した後は、書店経営者と鉄道研究家の2名で管理を引き継ぎ、宮松の三男（丈夫の実弟）や鉄道友の会の協力を得て写真集の発刊などを行った。
その作品は『京浜急行八十年史』（1980年）などの社史にも取り上げられている。